# Polygala gnidioides
Polygala gnidioides là một loài thực vật có hoa trong họ Polygalaceae. Loài này được Willd. miêu tả khoa học đầu tiên năm 1802.